# 古希腊音乐

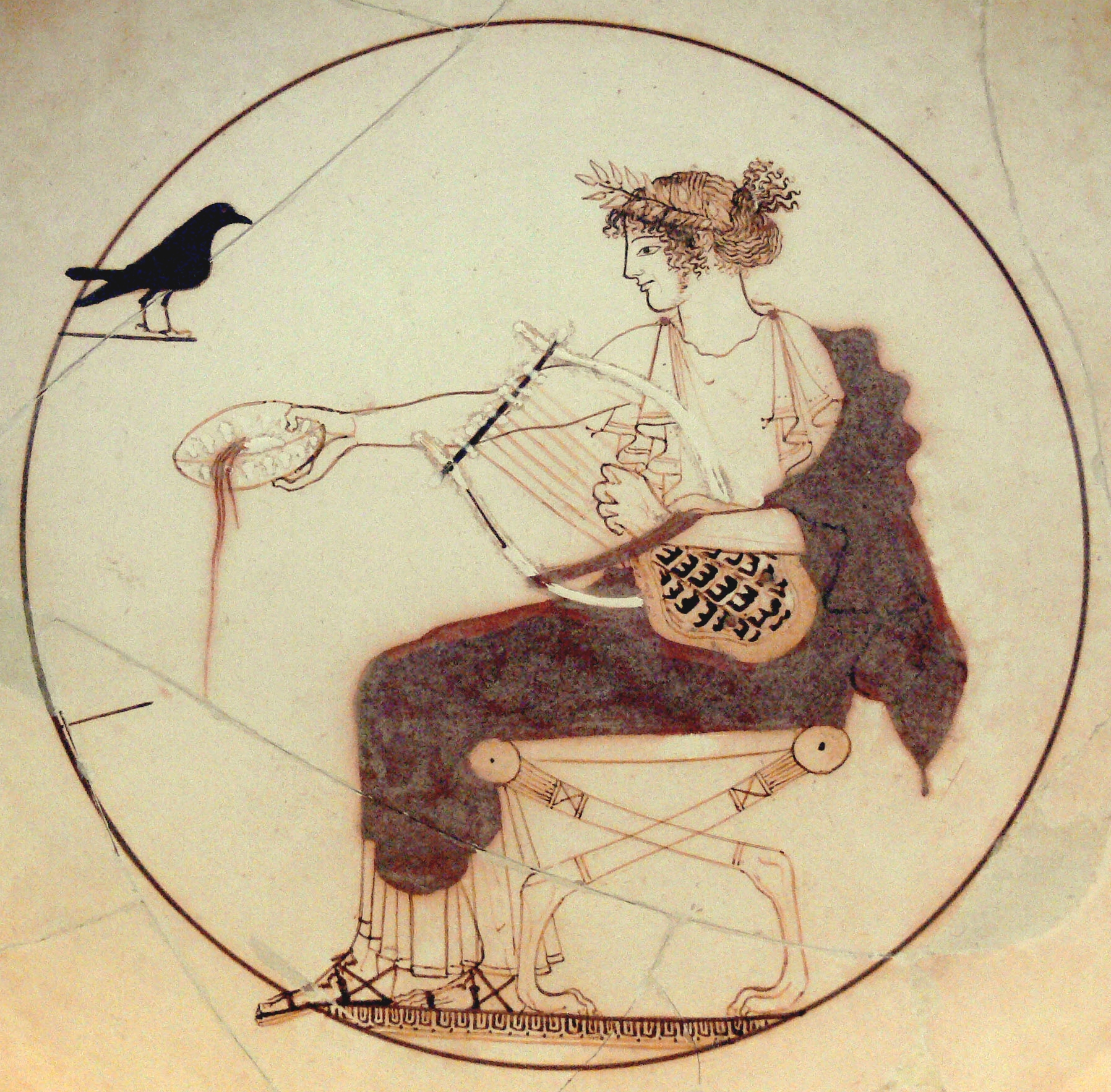
阿波羅彈奏里拉琴，圖像來自公元前五世紀的一個基里克斯杯

古希臘音樂是古希臘人生活中重要的一部分，它存在宗教樂、民樂等多種形式，在皮西安竞技会、奧林匹克運動會和劇院里音樂也是重要元素之一，現在古希臘音樂仍可從一些保留下來的樂譜、藝術作品和文學作品中一窺究竟。
拉丁語系中的“音樂”一詞就來自古希臘神祇繆斯。

## 傳說

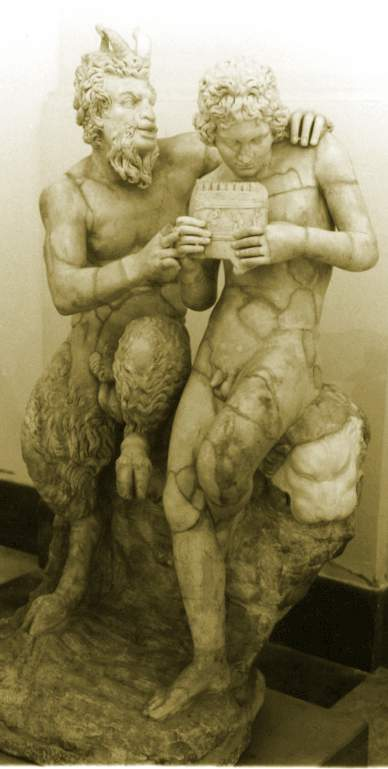
潘神教达佛涅斯吹潘笛

古希臘神話中，安菲翁從赫爾墨斯學到了如何彈奏里拉琴，并用琴聲搬動石頭建成了底比斯。俄耳甫斯也是著名的里拉琴大師，傳說他的琴聲可以安撫野獸。此外阿波羅也會彈奏里拉琴。

## 樂器

### 弦樂器
- 里拉琴：彈弦樂器，手持式齐特琴，琴面是用龜殼（chelys）製造的，弦有七根或以上，它是古希臘貴族樂器和阿波羅崇拜有關。
- 西萨拉：彈弦樂器，結構比里拉更加複雜，亞里士多德認為它是藝術家的樂器，需要嚴格訓練[4]，它有可能是吉他的前身。
- 巴比托：形似里拉，但更長。

### 管樂器

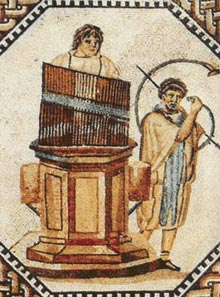
水壓風琴

- 阿夫洛斯管：双簧，但也有單簧模式，聲音低沉，與酒神崇拜有關。
- 潘笛：類似排簫，又名绪林克斯，此名來自為了躲避潘神而變成蘆葦的寧芙。
- 水壓風琴：鍵盤樂器，為管風琴的前身，通過控制水壓來演奏。
- 萨尔品斯：銅管樂器，用於軍事和競技用途，它的嘴可能是骨製的。

### 打擊樂器
- 定音鼓（tympanum），一種圓形小鼓，以手掌拍擊發聲。
- 克羅塔拉：類似快板，用於宗教舞蹈中。
- Koudounia：銅鐘。

## 哲學
畢達哥拉斯提出了和聲、畢氏音程和音樂宇宙的概念。 柏拉圖認為音樂對社會的影響是極大的，他在《理想國》一書中說：“‘音樂’一詞意味著整個教育”、“當音樂的基本構造改變時，整個國家的習俗也隨之改變”。

## 外部連接
- Ensemble Kérylos （页面存档备份，存于），古希臘和古羅馬音樂復興團體
- 古希臘音樂（页面存档备份，存于），奧地利科學院
- 古代音樂的免费乐谱，由国际乐谱典藏计划提供
- 由古希臘樂器伴奏的古希臘詩歌 （页面存档备份，存于）